# 張鷟
張鷟（658年—730年），字文成，號浮休子。唐代深州陸澤（今河北深縣）人，曾官御史、都尉、鴻臚丞、司門員外郎。著有傳奇《游仙窟》、《朝野僉載》。

## 簡介
幼時夢見一紫大彩鳥飛臨庭院，故命名為鷟。少年通悟，善駢文。
張鷟祖父为齐王李元吉文学，父亲是泽州治中张义。
上元二年（675年）進士，授岐王府參軍。調長安尉，遷鴻臚丞。文體浮艷，時稱“青錢學士”。生性放蕩，行為失檢，為宰相姚崇所不屑。開元初為御史所劾，遷居嶺表（今屬廣東），終於司門員外郎。
張鷟文筆浮艷華麗，有日本等國使節入唐，必重金購其文，《游仙窟》一文亦隨之傳至日本，從此失傳千年，清末時方為華人所見。